# 平岡久左衛門
平岡 久左衛門（ひらおか きゅうざえもん、前名・房五郎、1861年4月3日〈文久元年2月24日〉 - 1937年〈昭和12年〉8月5日）は、日本の実業家、政治家。東京府西多摩郡青梅町長。平岡商店社長。青梅銀行頭取。武陽銀行専務取締役。青梅電気鉄道取締役。族籍は東京府平民。海軍少将平岡貞一の兄。

## 人物
東京・青梅出身。先代・久左衛門の長男。1901年、家督を相続し前名・房五郎を改め襲名した。織物仲買業を営む。資産家として知られた。
武陽銀行、青梅電気鉄道創始の功労者であり、武陽銀行の重役だった。青梅町長を務めた。住所は東京府西多摩郡青梅町青梅上町（現・青梅市）。

## 家族・親族
平岡家
- 父・久左衛門[9][注 2]（1830年 - ?、東京府平民、織物販売業、赤十字社正社員[11]、青梅町長）
- 弟・貞一[7]（1868年 - 1946年、軍人）
- 妻・アイ（1868年 - ?、東京、北島與左衛門の長女）[1][2][6]
- 長男・規矩造[2]（1887年 - ?、資産家[12]）
- 長女・ソノ（1889年 - ?、東京、平岡磯三郎の孫・長三郎の妻）[7]
- 二男（1891年 - ?、東京府人・中島政次郎の養子）[2]
- 三男・久左衛門（1894年 - ?、前名・陽三、保護司[13]、武陽銀行監査役[14][15]、青梅信用金庫理事長[13][16]、平岡商店取締役[17]） - 1967年、勲五等瑞宝章[13]。
  - 同妻・花枝（1898年 - ?、東京、河合清一の姉）[6][14]
  - 同男（1931年 - ）[14][15]
- 二女・ツネ（1895年 - ?、東京、島田貫一の妻）[2]
- 四男・功治（1901年 - ?）[7]
- 五男・晋吾[7]（1904年 - ?、平岡商店社員[4]、平岡商店取締役[17]）
- 孫[7]

親戚
- 中島政次郎（正田屋、織物商）[7][18] - 二男の養父。